# Franz Schreker

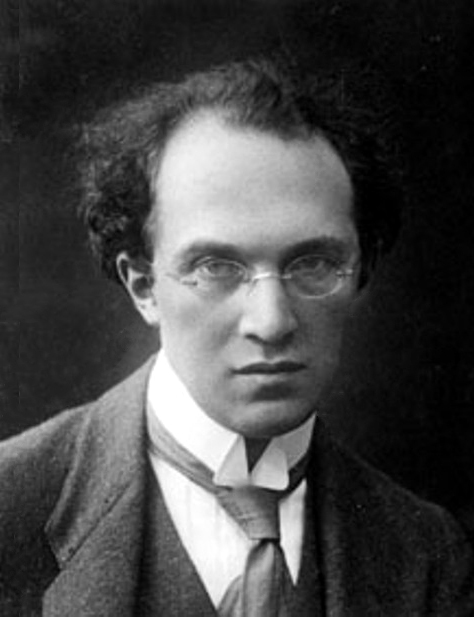
Franz Schreker in 1911

Franz Schreker (Monaco, 23 maart 1878 – Berlijn, 21 maart 1934) was een Oostenrijks componist.
Schreker voelde zich van nature aangetrokken tot dramatische muziek. Zoals de grote Schreker-kenner Christopher Hailey aangeeft in zijn biografie over Schreker, gaat alles bij de componist over zelfontdekking. Het volmaaktste voorbeeld hiervan is de opera Der ferne Klang: Arnold Schönberg citeert eruit in zijn Harmonieleer, en de opera had grote invloed op de jonge Alban Berg die er, in die tijd geldend als ultieme vorm van respect, de pianoreductie van maakte. 
 
Dat het Duitse politieke klimaat van de jaren dertig slecht was voor componisten als Schreker, Alexander von Zemlinsky of Erich Korngold is vanzelfsprekend. Hun viel de twijfelachtige eer te beurt aanwezig te zijn op de beruchte tentoonstelling Entartete Kunst, een poging van het naziregime om het ‘Joodse element’ in de kunst als ontaard en fundamenteel on-Duits te brandmerken (ironisch genoeg kende deze tentoonstelling een dusdanig succes en toeloop van bezoekers dat ze vroegtijdig werd stopgezet). Zo werd Schreker verweten dat “er geen seksuele afwijking was die hij niet op muziek heeft gezet”. Zijn werk had bovendien te lijden van naoorlogse onverschilligheid: de kritiek die de nationaalsocialisten hadden verspreid bleek algemeen te worden overgenomen door de toen toonaangevende musicologen. De Mahler-revival van de jaren zestig en het daaropvolgende eerherstel van Schreker, Zemlinsky, Berg en alle andere vergeten meesters brachten een kentering teweeg.

## Afkomst en opleiding
Zijn vader Ignaz Schrecker (de componist schrapte de “c” later uit zijn naam) was fotograaf en reisde Europa af: zo was hij, voor de geboorte van zijn zoon, korte tijd hoffotograaf geweest van de Belgische koning Leopold I en had ateliers in Brussel en Spa. Nadat het gezin in 1883 was teruggekeerd naar Linz en, na het overlijden van Ignaz Schrecker in 1888, naar Wenen, studeerde Franz Schreker compositie aan het conservatorium van Wenen bij Robert Fuchs, die ook Alexander Zemlinsky tot zijn studenten mocht rekenen. Hij promoveerde in 1900.

In 1907 richtte hij het Filharmonische Koor van Wenen op en hij bleef er dirigent van tot 1920. Het koor specialiseerde zich in de eigentijdse avant-garde en zong o.a. op de première van Arnold Schönbergs Gurrelieder: Schreker was overigens de algemene dirigent, een huzarenstuk gezien de gigantische omvang van de orkestpartituur.

## Doorbraak als componist
De pantomime Der Geburtstag der Infantin (1908) had heel wat succes en resulteerde in een lucratief contract met Universal Edition: hij zou er tot eind de jaren twintig trouw aan blijven. Een mijlpaal in Schrekers oeuvre, en bij uitbreiding in de hele 20e-eeuwse operaliteratuur, was de opera Der ferne Klang (1912), een werk dat Schreker van het ene moment op het andere naam en faam bezorgde. De première werd extra glans bijgezet toen Schreker kort nadien aangesteld werd als professor compositie, harmonie en contrapunt aan de Weense Muziekacademie. 

De opera Die Gezeichneten (1918) beitelde Schrekers naam nog prominenter in het pantheon van de modernistische operacomponisten. Toen Paul Bekker, een toonaangevend muziekcriticus, in een aan de componist gewijde controversiële monografie Schreker niet alleen vergeleek met Richard Wagner, maar hem bombardeerde tot redder van de Wagneriaanse impasse waarin de Duitse muziek zich had genesteld, was het hek van de dam: men kon voortaan spreken van ‘Der Fall Schreker’. De betoverende muziek van de prelude, op zich al een voorbeeld van de magische orkestratie waarvoor hij bekend en berucht was, zorgde inderdaad voor een ongeziene toeloop richting operagebouwen. Operahuizen vochten letterlijk om de premières van zijn nieuwe werken, en zijn opera’s kenden per seizoen tot zeven verschillende producties. Gemeten naar het aantal opvoeringen liet hij zelfs Wagner en Richard Strauss achter zich. De première van Der Schatzgräber (1920) was het hoogtepunt van  Schrekers carrière en, net zoals bij Der ferne Klang, kon hij ook nu een nieuwe eervolle benoeming vieren: hij werd directeur van het meest prestigieuze muziekinstituut ter wereld, de Hochschule für Musik in Berlijn.

Die Gezeichneten
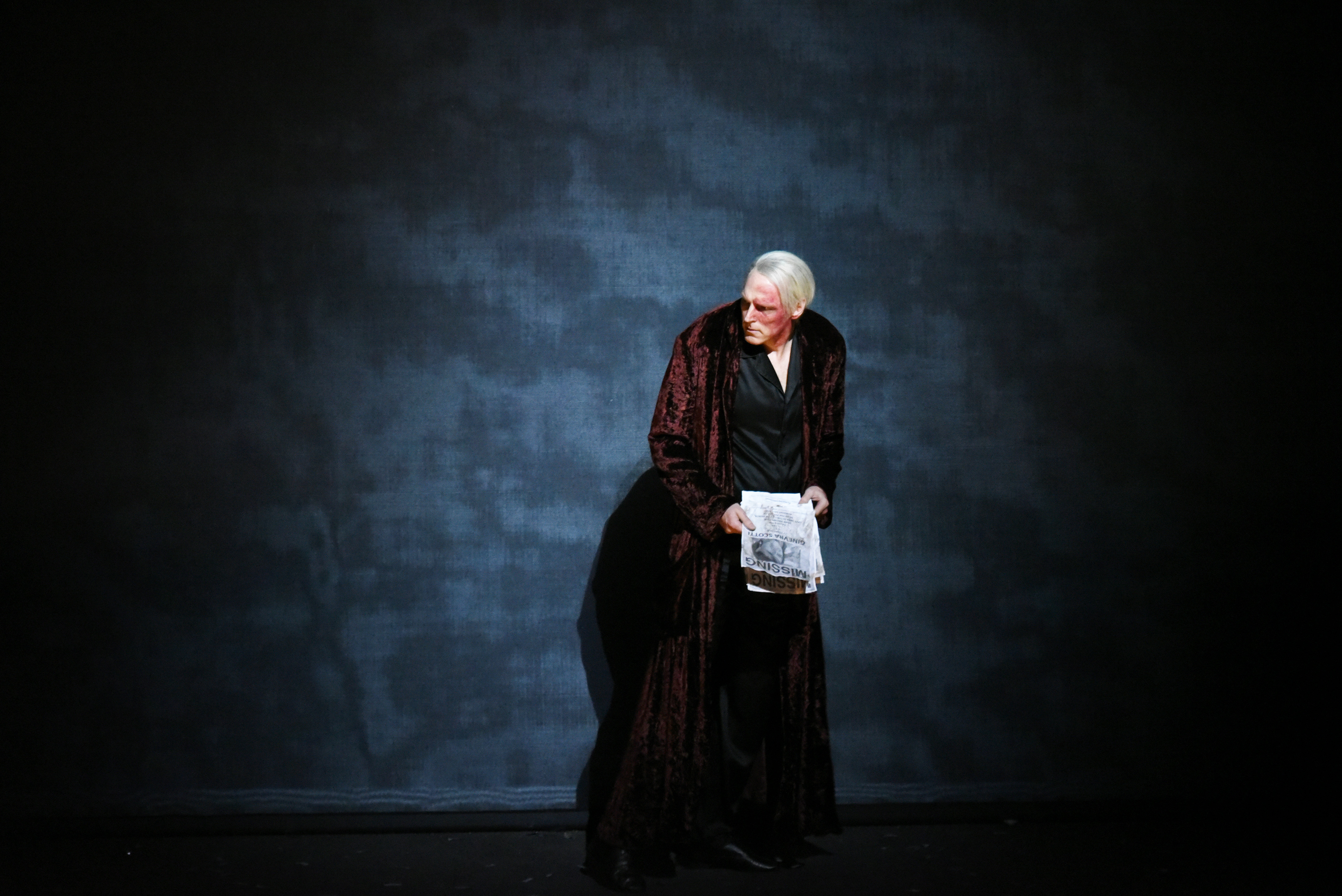
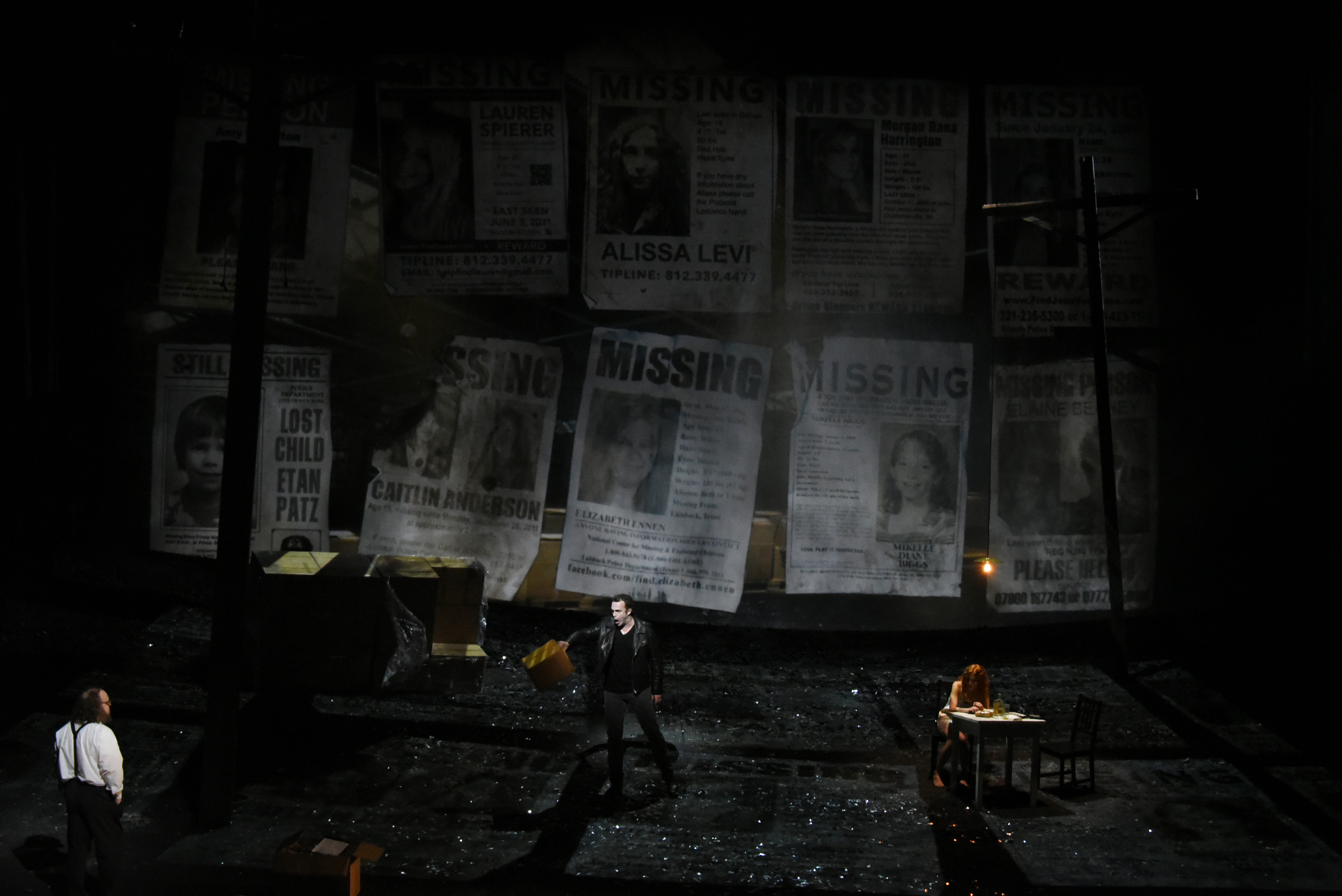
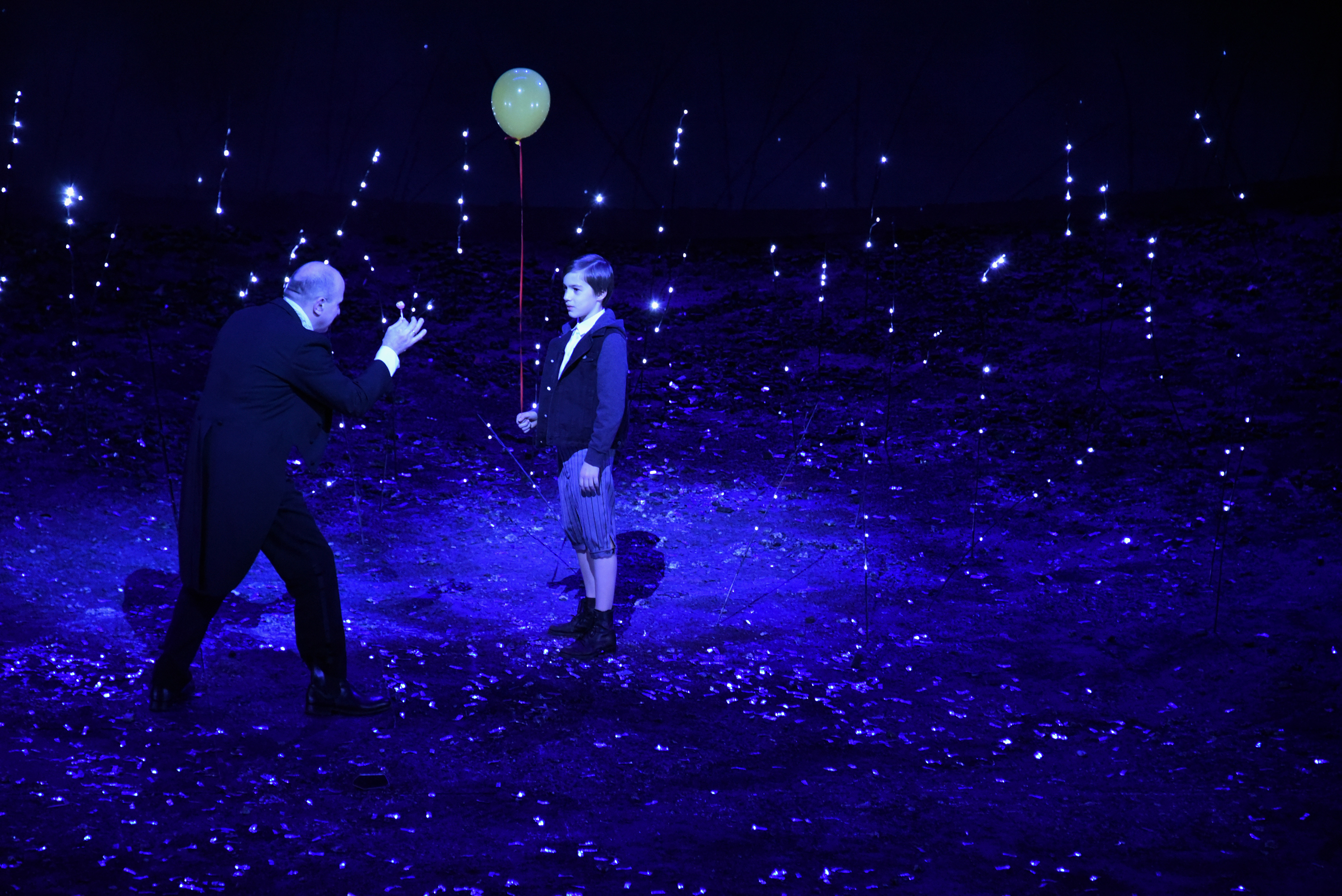
Opéra de Lyon 2015
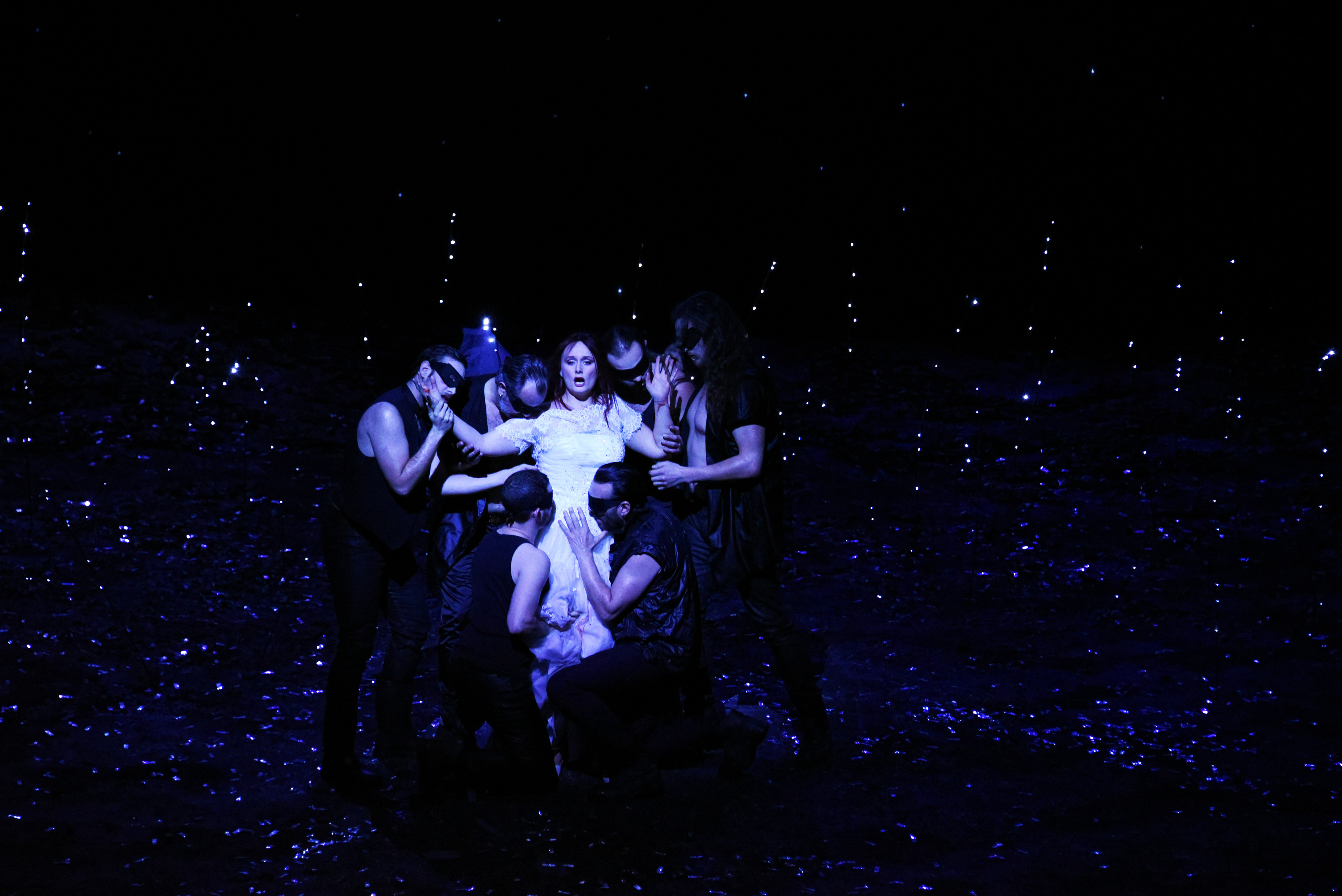
Regie: David Bösch
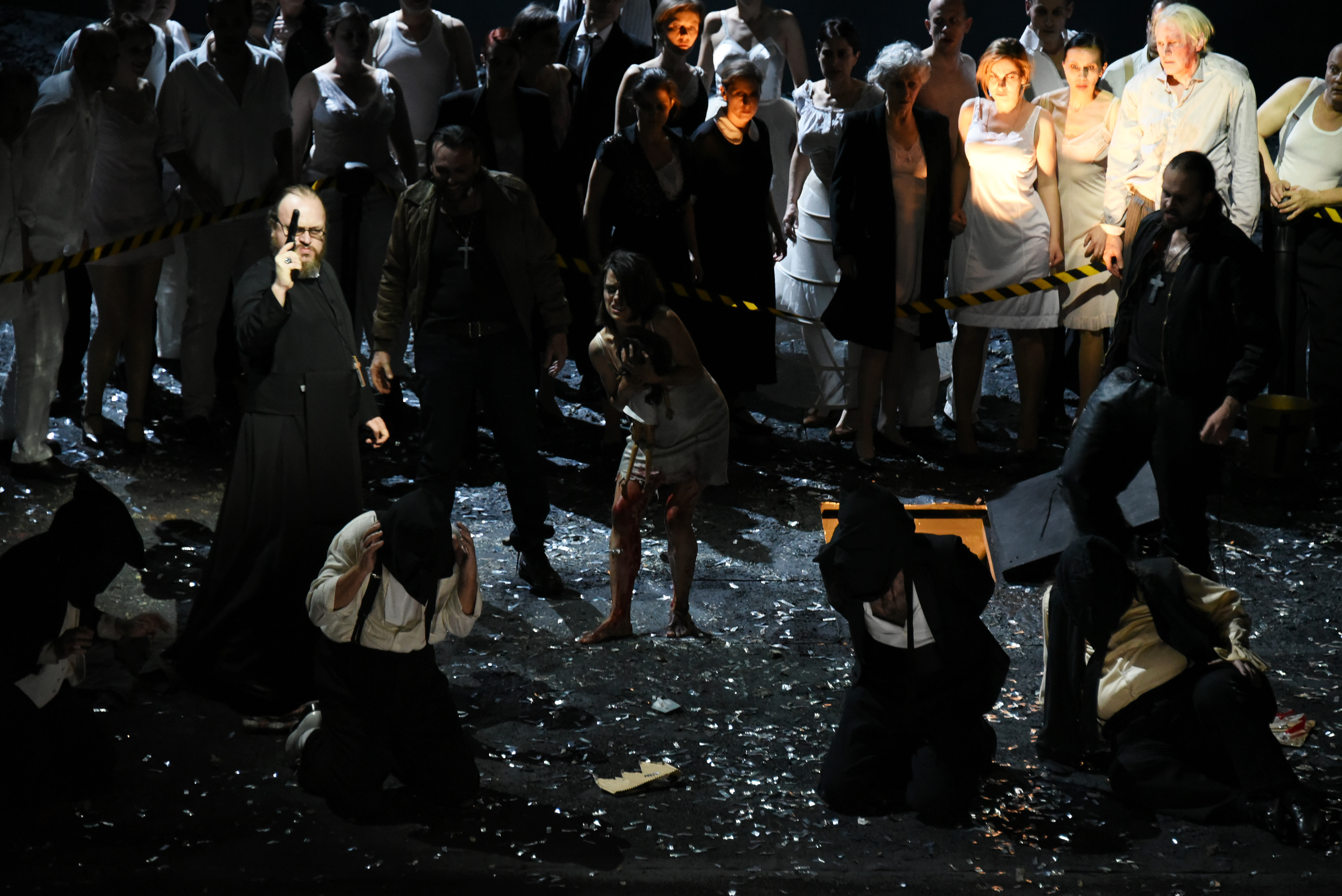
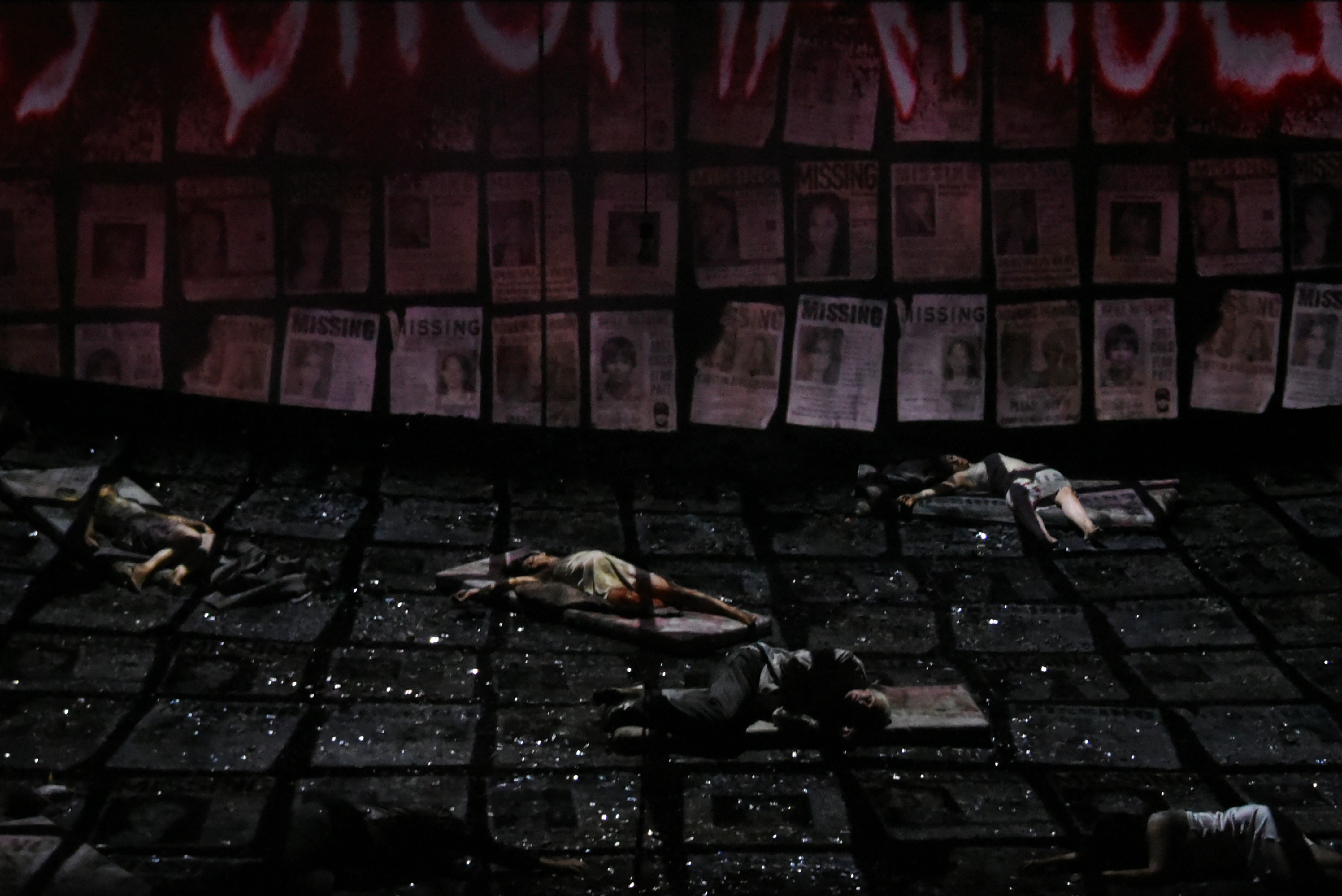

## Berlijn en het nationaalsocialisme
Om het keerpunt in Schrekers loopbaan aan te duiden, is het nodig om de Weimarrepubliek wat nader te bekijken: deze periode –het interbellum– werd gekenmerkt door instabiliteit, zowel op politiek, economisch als cultureel gebied. De torenhoge inflatie, de bandeloosheid van cabarets, de hardheid van het bestaan (de Duitse natie had de oorlog verloren) stond in schril contrast met de opulente, feeërieke opera’s die hun pertinentie hadden verloren. Schrekers zesde opera Irrelohe (1924) ontsnapte hier niet aan en werd maar lauw ontvangen. En naarmate zijn invloed als pedagoog toenam, ging het met zijn populariteit als componist bergafwaarts: Der singende Teufel (1928) was een fiasco, het zo lucratieve contract met Universal Edition werd opgezegd, extreemrechtse demonstraties tijdens de première van Der Schmied von Gent (1932), en nazi-druk zorgden voor het annuleren van de première van Christophorus. De vernederingen volgden elkaar nu snel op: in 1932 werd hij verplicht ontslag te nemen aan de Hochschule, waarop hij een masterclass opnam aan de Pruisische Akademie. Hier werd hij in 1933 op non-actief gesteld en officieel ontslagen in september van dat jaar. Onteerd, vernederd en moreel gebroken kreeg hij in december 1933 een hartaanval, waaraan hij uiteindelijk twee dagen voor zijn zesenvijftigste verjaardag overleed.

## Lijst van composities
- Theaterwerken
  - Flammen (opera), 1900;
  - Der Geburtstag der Infantin (pantomime, naar Oscar Wilde), voor kamerorkest, 1908;
  - Rokoko (ballet), 1908, revisie als Ein Tanzspiel, 1920;
  - Der ferne Klang (opera), 1901-1910;
  - Das Spielwerk und die Prinzessin (opera), 1909-12, revisie, 1916;
  - Die Gezeichneten (opera), 1911-1915;
  - Der Schatzgräber (opera), 1915-1918;
  - Irrelohe (opera), 1919-23;
  - Christophorus, oder der Vision einer Oper (opera), 1924-1927;
  - Der singende Teufel (opera), 1924-1928;
  - Der Schmied von Gent (opera, naar Charles de Coster), 1929-1932
- Werken voor (solostem, koor en) orkest
  - Der Holdenstein, voor sopraan, bas, koor en orkest, 1898;
  - König Tejas Begräbnis, voor mannenkoor en orkest, 1899;
  - Scherzo für Orchester, 1899;
  - Symphonie, in A, op. 1, 1899;
  - Scherzo für Streicher, 1900;
  - Der 116. Psalm, voor vrouwenkoor en orkest, 1900;
  - Intermezzo, op. 8, voor strijkers, 1900, opgenomen in Romantische Suite;
  - Romantische Suite, op. 14, 1902;
  - Ekkehard, op. 12, symfonische overture, 1902;
  - Phantastische Ouvertüre, op. 15, 1904;
  - Valse Lente, 1908;
  - Festwalzer und Walzerintermezzo, 1908;
  - Nachtstück aus 'Der ferne Klang', 1909;
  - Fünf Gesänge, voor solostem en orkest, 1909;
  - Ein Tanzspiel, 1909;
  - Vorspiel zu einer Drama, 1914, verkort tot prelude Die Gezeichneten;
  - Kamersymfonie voor 23 instrumenten, 1916;
  - Suite uit Der Geburtstag der Infantin, 1908-1923;
  - Symphonisches Zwischenspiel aus 'Der Schatzgräber', 1919;
  - Vom ewigen Leben, voor sopraan en orkest (op tekst van Walt Whitman), 1923, ook als orkestversie, 1927;
  - Georkestreerde liederen van Hugo Wolfs: 'Heimweh', 'Verschwiegene Liebe', voor solostem en orkest, 1916;
  - Zwei lyrische Gesänge, voor solostem en orkest, 1923;
  - Kleine suite, voor kamerorkest, 1928;
  - 4 kleine Stücke, 1930;
  - Orkestratie van Franz Liszts: 2ter Ungarische Rhapsodie, 1933;
  - Das Weib des Intaphernes, melodrama, 1923-1933;
  - Vorspiel zu einer grossen Oper [bedoeld voor de nooit gecomponeerde opera 'Memnon'], 1933

## Registraties
Op het Engelse cd-label Chandos zijn goede opnamen van Schrekers orkestwerken verkrijgbaar. Het Duitse label CPO heeft enkele opera's in zijn catalogus, waaronder Flammen en Das Spielwerk. Op het label Koch zijn enkele werken voor solostem en orkest, waaronder Vom ewigen Leben, verkrijgbaar, maar deze zijn moeilijk te vinden.
- Bibsys: 90686957
- Biblioteca Nacional de España: XX1728642
- Bibliothèque nationale de France: cb13899543n (data)
- Catàleg d'autoritats de noms i títols de Catalunya: 981061065258706706
- CiNii: DA09100423
- Gemeinsame Normdatei: 118610740
- International Standard Name Identifier: 0000 0001 0855 6247
- Library of Congress Control Number: n80004374
- Nationale Bibliotheek van Letland: 000177110
- MusicBrainz: 8363e991-3656-4cbd-b89e-60bf0dbadebc
- Bibliotheek van het Japanse parlement: 01057931
- Nationale Bibliotheek van Tsjechië: js20020128005
- Nationale bibliotheek van Australië: 35907577
- Nationale Bibliotheek van Israël: 987007267758605171
- Nationale Bibliotheek van Polen: a0000001185129
- Nationale en Universitaire bibliotheek Zagreb: 000060832
- Nederlandse Thesaurus van Auteursnamen: 068959389
- Réseau des bibliothèques de Suisse occidentale: 02-A003806868
- LIBRIS: 298654
- SNAC: w6f48jd8
- Système universitaire de documentation: 033122032
- Trove: 1140804
- Virtual International Authority File: 17408871
- WorldCat: E39PBJf49HgRBg69894gdrBdcP